# Esslinger Friedhof

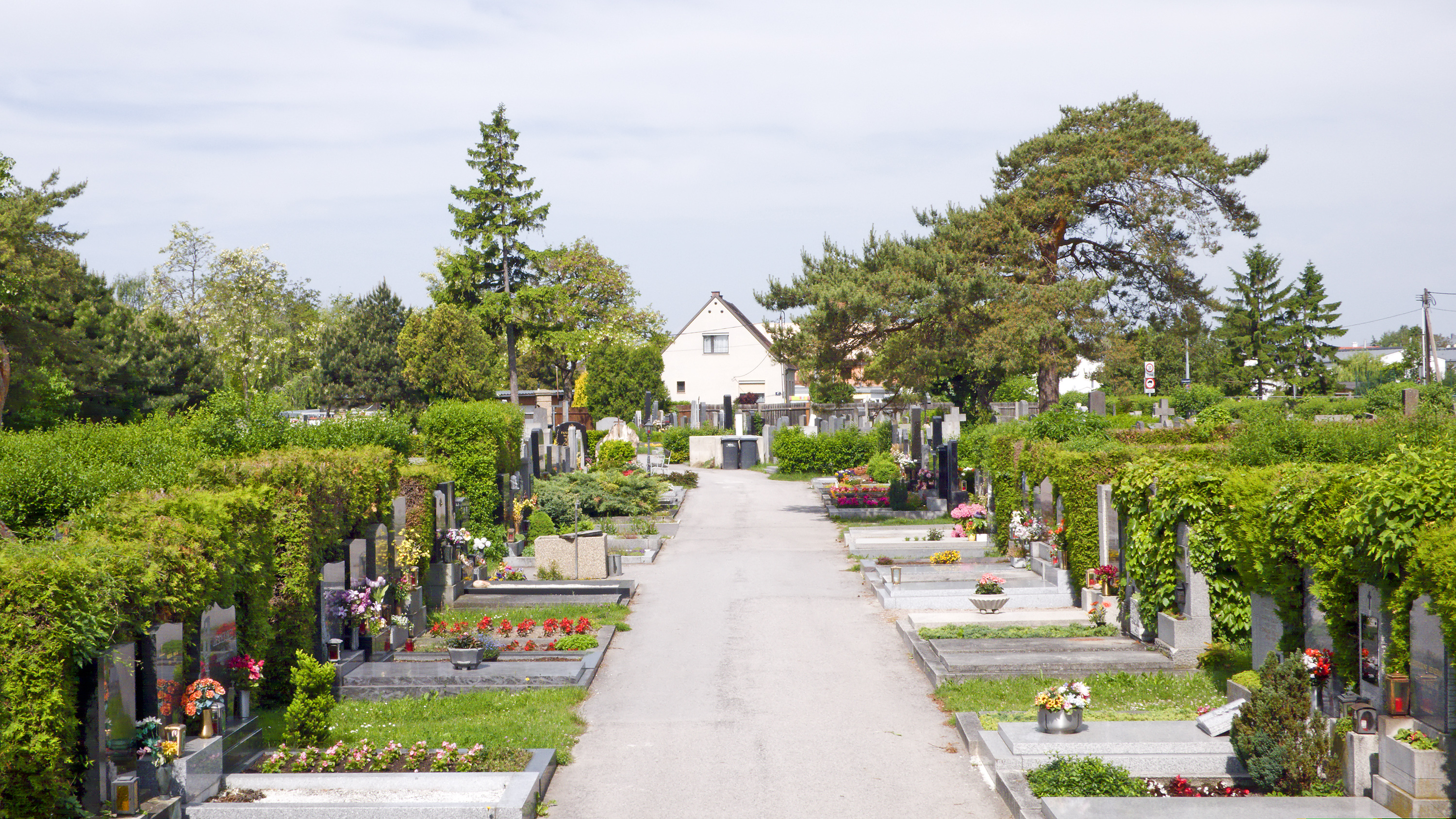
Esslinger Friedhof

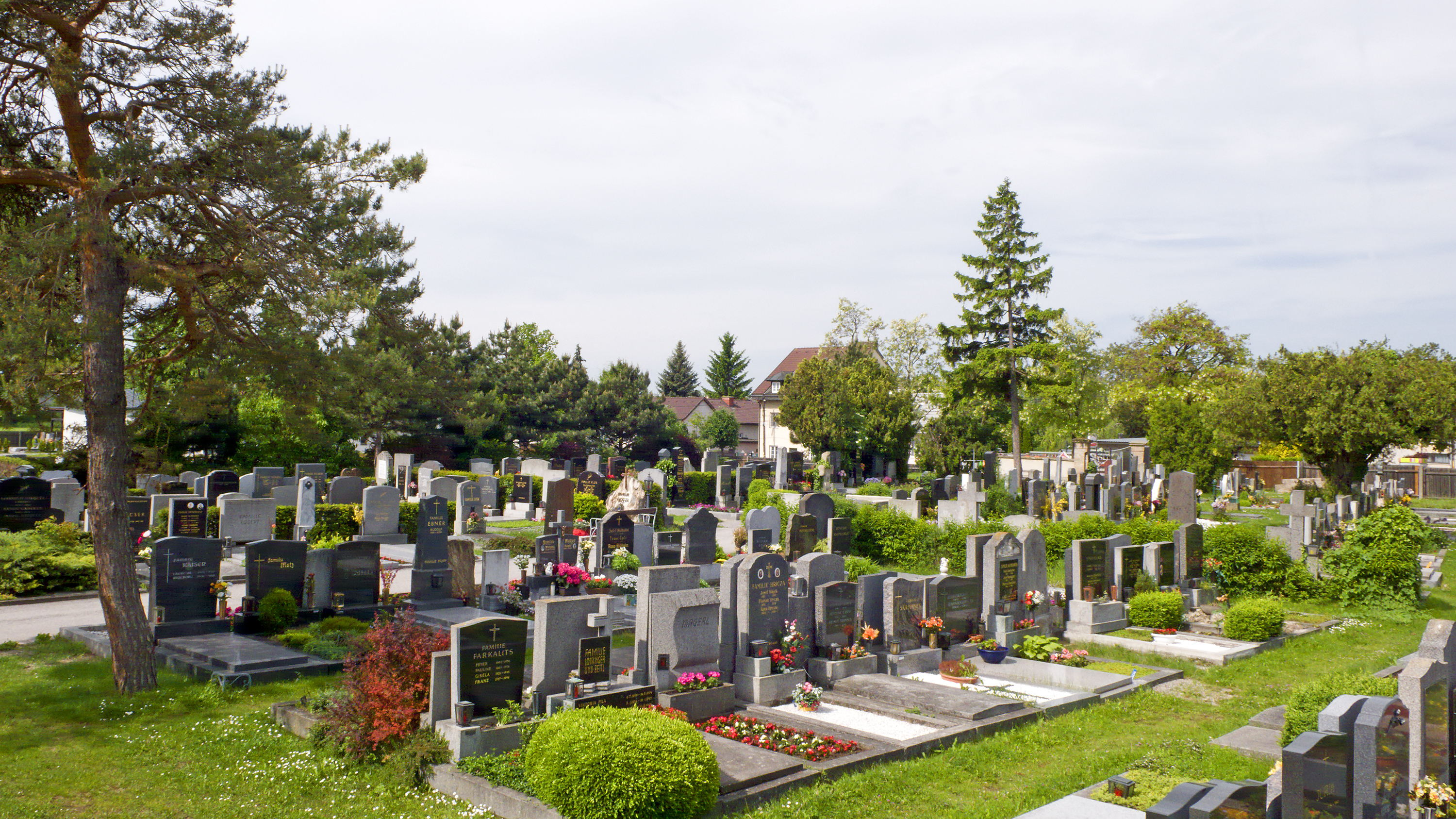
Blick über den Friedhof

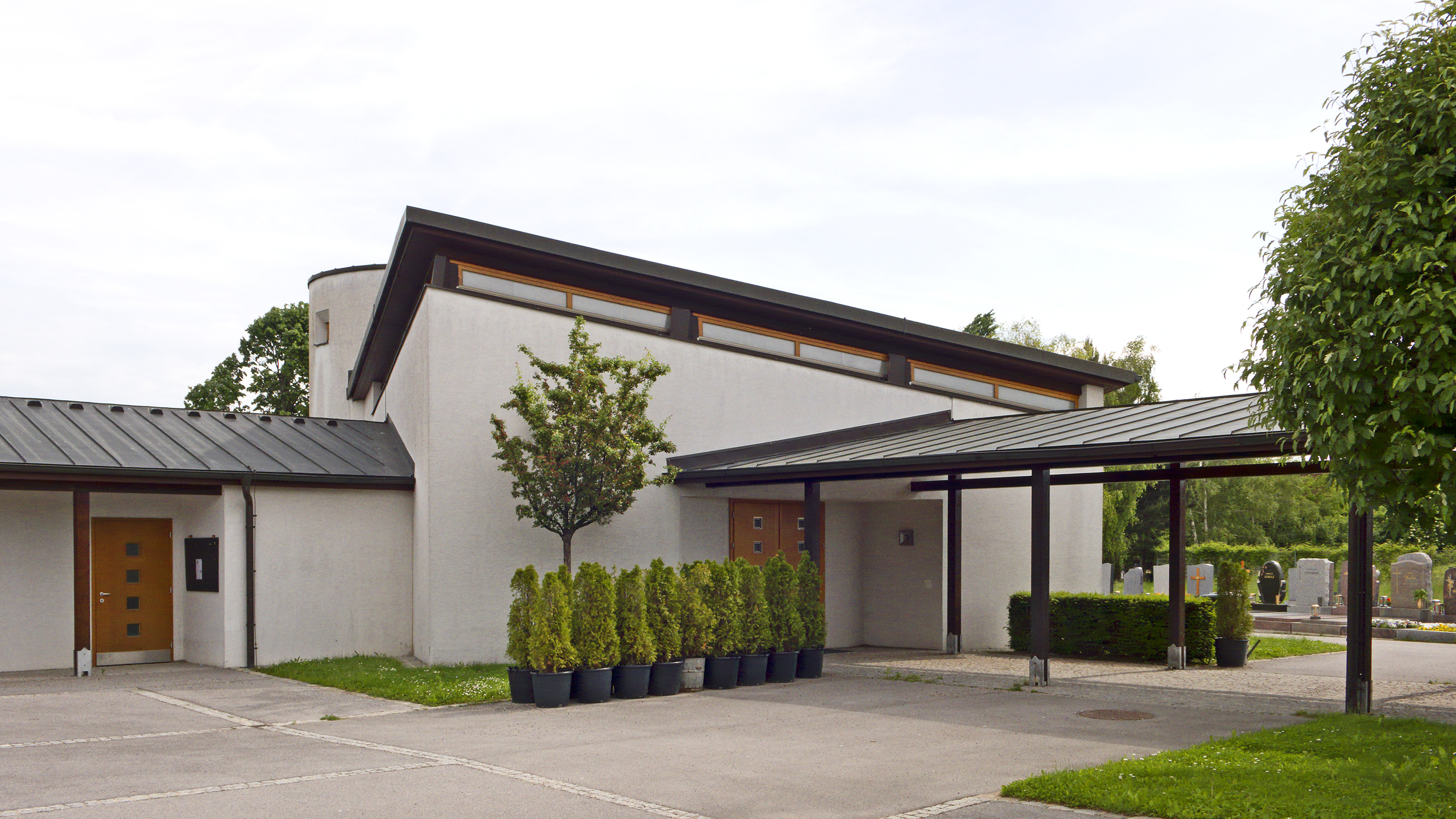
Aufbahrungshalle

Der Esslinger Friedhof ist ein Friedhof im 22. Wiener Gemeindebezirk Donaustadt.

## Lage
Der Friedhof befindet sich im Bezirksteil Essling im Osten der Donaustadt. Er umfasst eine Fläche von 22.649 Quadratmeter und beherbergt 1.792 Grabstellen.

## Geschichte
Der Friedhof Essling dürfte nicht vor 1789 errichtet worden sein. Obwohl Essling zur Pfarre Groß-Enzersdorf gehörte, wurde die Esslinger Kirche bei Beerdigungen auf dem Ortsfriedhof miteinbezogen. 1941 wurden die vorhandenen Gebäude durch einen Umbau in einen Aufbahrungsraum mit getrennter Beisetzkammer verwandelt. Nach Sanierungsarbeiten nach dem Zweiten Weltkrieg, wurde der Zeremonienraum 1952 durch einen Hallenzubau erweitert und eine Beisetzkammer sowie ein Trägerraum eingerichtet. Einfriedungsmaßnahmen in den 1960er Jahren umschlossen die zuvor durchgeführten Friedhofserweiterungen, neue Gräbergruppen wurden 1979 geschaffen. Nachdem der Aufbahrungsraum 1970 renoviert und 1974 ein Betriebsgebäude errichtet worden war, kam es in den 1990er Jahren zu einer neuerlichen Friedhofserweiterung. Nach der Erweiterung um 8.700 Quadratmeter an der Gartenheimstraße musste eine neue Friedhofshalle errichtet werden. Diese umfasst den 100 Quadratmeter großen Zeremonienraum und eine Mauer mit Urnennischen. Die Halle wurde nach Plänen des Architekten Christof Riccabona errichtet und wurde am 27. September 1996 eröffnet.

## Grabstätten bedeutender Persönlichkeiten
| Name          | Lebensdaten | Tätigkeit |
| ------------- | ----------- | --------- |
| Robert Parzer | 1943–2015   | Politiker |
| Erich Schmidt | 1943–2019   | Politiker |